# Праздники Португалии
В Португалии отмечаются следующие праздники:
- Новый год — 1 января;
- Карнавальный вторник — февраль/март, день накануне Пепельной Среды, первого дня Великого Поста;
- Страстная,или Святая Пятница — март/апрель, пятница на Страстной Неделе;
- ПАСХА
- День Свободы — 25 апреля, годовщина революции 1974 года;
- День труда — 1 мая;
- Праздник тела Христова — май/июнь, девятый четверг после Пасхи;
- День Португалии, или День поэта Луиша Камойша, Португалии и португальских сообществ (порт. Dia de Camões, de Portugal e das Comunidades Portuguesas) — 10 июня[1];
- Праздник Успения Богородицы — 15 августа;
- День Республики — 5 октября, годовщина провозглашения в 1910 году Республики Португалия[2];
- День Всех Святых — 1 ноября;
- День Независимости — 1 декабря, годовщина провозглашения независимости Португалии от Испании в 1640 году;
- Праздник Непорочного Зачатия — 8 декабря;
- Рождество — 25 декабря.

Помимо общенациональных, каждый регион Португалии имеет свои местные праздники.